# Коледж загальної та професійної освіти імені Франсуа-Ксав'є Ґарно

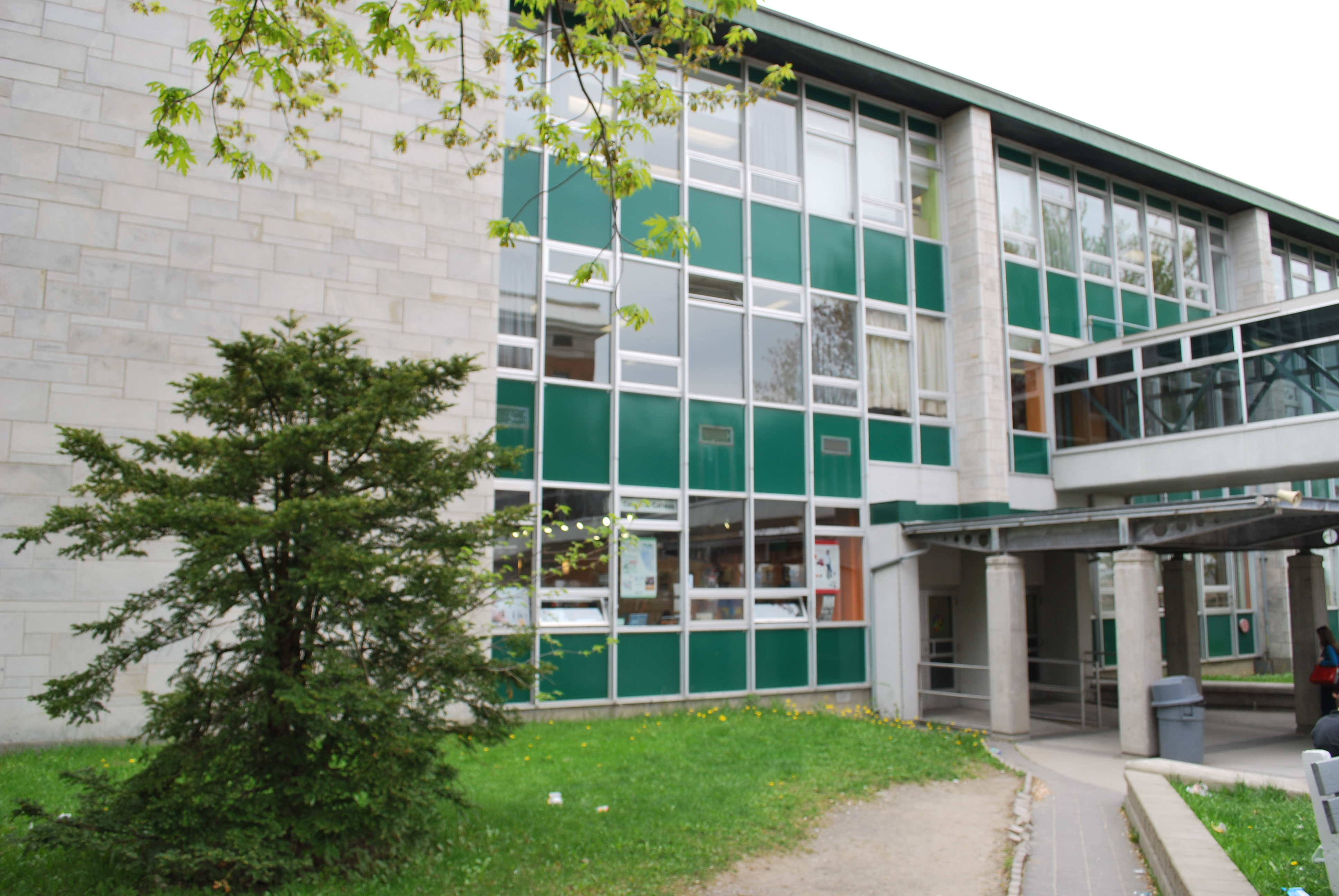
Основний корпус Жан-Батист Клотьє

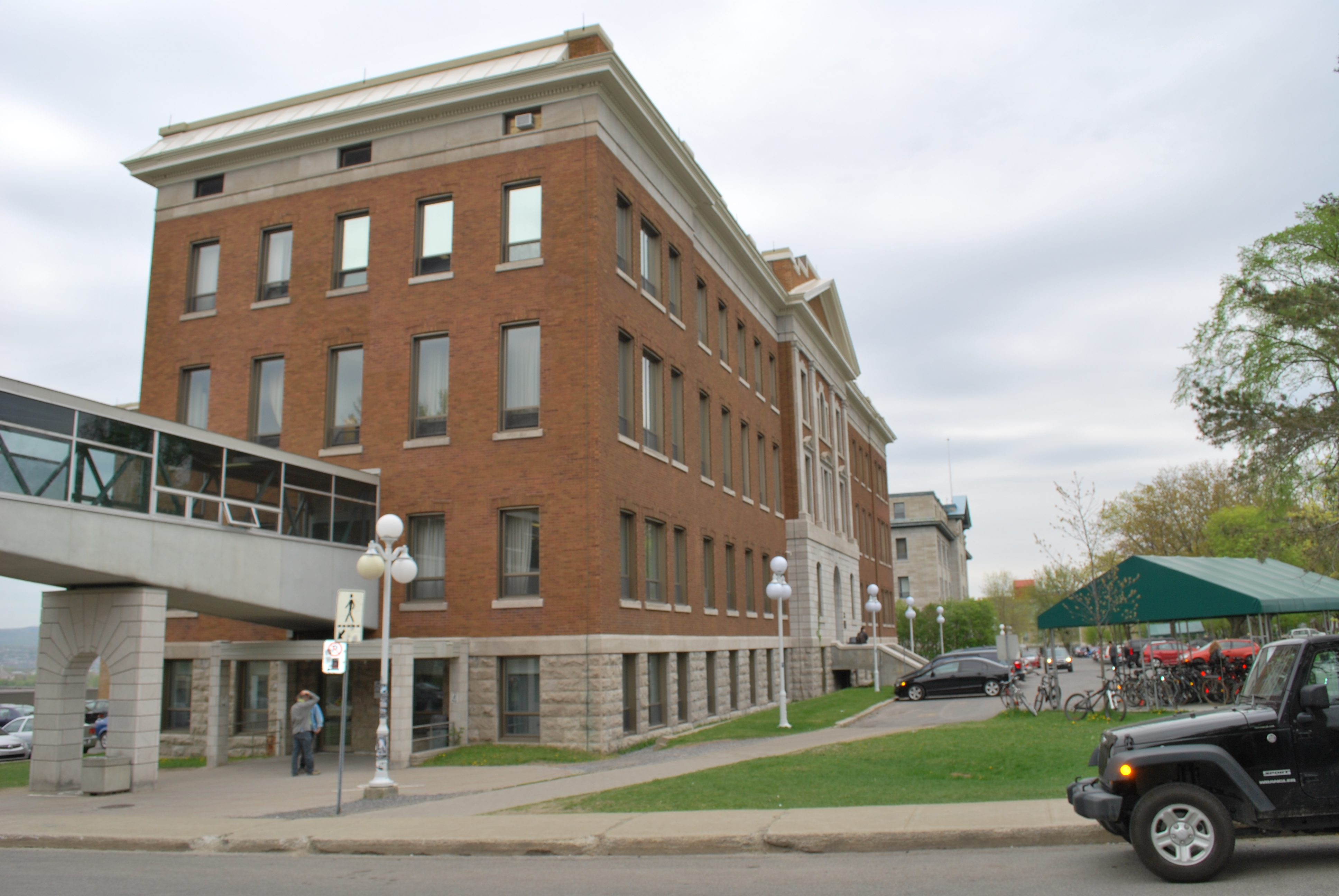
Корпус Жак Маркетт, приєднаний до коледжу у 1983

Коледж загальної та професійної освіти імені Франсуа-Ксав'є Ґарно (фр. Collège d’enseignement général et professionnel François-Xavier Garneau), скорочено — Коледж Ґарно (фр. Cégep Garneau) — франкомовний публічний міжнародний коледж у Квебеці. Коледж названо на честь Франсуа-Ксав’є Ґарно. Коледж Ґарно є членом національної асоціації Коледжів та інститутів Канади.

## Історія
У зв'язку із реформами та із запровадженням в державних навчальних закладах Квебеку освітньої системи Cégep у 1967 розпочалося об'єднання навчальних закладів та створення коледжів загальної та професійної освіти. В результаті цього процесу в серпні 1969 році було створено Коледж загальної та професійної освіти імені Франсуа-Ксав'є Ґарно, до якого увійшли «Єзуїтський коледж» (фр. Collège des Jésuites), «Нормальна школа ім. Анжели Мерічі» (фр. l’École Normale Mérici) та «Нормальна школа Лаваля» (фр. l’École Normale Laval).
До 1990 коледж носив назву Коледж загальної та професійної освіти імені Франсуа-Ксав'є Ґарно (фр. Cégep François-Xavier-Garneau), після 1990 — Коледж імені Франсуа-Ксав'є Ґарно (фр. Collège François-Xavier Garneau), а у 2012 у назву замість «Collège» повернули термін «Cégep» [ˈsiːdʒɛp].
Коледж запровадив у навчальний процес освітню програму «IB World School» (укр. «Світової школи міжнародного бакалаврату») і 20 січня 1995 року успішно пройшов процедуру акредитації програми, орієнтованої на учнів старших класів — «Diploma Programme» (укр. Програма для здобуття диплома) власником та розробником цієї програми, некомерційним освітнім фондом «International Baccalaureate®».

## Освітні програми
Учням коледжу пропонуються освітні програми для здобуття двох видів дипломів:
- стандартного для Квебеку «Диплому Коледжу» (англ. Diploma of College Studies DCS), (фр. Diplôme d'études collégiales чи DEC);
- диплому міжнародного бакалаврату.

Диплом коледжу визнається і приймається практично усіма університетами Північної Америки, багатьма франкомовними країнами і, в першу чергу, усіма університетами Квебеку. Для здобуття «диплому коледжу» передбачено ряд освітніх програм залежно від того, до якого університету учень планує вступати. Ці програми можна розділити на два типові для Квебеку види:
- програми доуніверситетської підготовки, розраховані на два роки (університети загальноосвітнього та гуманітарного спрямування);
- програми технічної підготовки, розраховані на три роки (університети спеціалізованого та технічного спрямування).

Диплом міжнародного бакалаврату визнається і приймається більше, ніж 2 337 університетами у 90 державах світу, у тому числі, і Канади та Квебеку.